# Zielin, Hạt Gryfino
Zielin [ˈʑelin] là một ngôi làng thuộc khu hành chính của Gmina Mieszkowice, thuộc hạt Gryfino, West Pomeranian Voivodeship, ở phía tây bắc Ba Lan, gần biên giới Đức.
Nó nằm khoảng 7 kilômét (4 mi) về phía đông của Mieszkowice, 51 km (32 mi) phía nam Gryfino và 69 km (43 mi) phía nam thủ đô khu vực Szczecin.
Ngôi làng có dân số 579 người.